# Exeretonevra angustifrons
Exeretonevra angustifrons är en tvåvingeart som beskrevs av Hardy 1924. Exeretonevra angustifrons ingår i släktet Exeretonevra och familjen vedflugor. Inga underarter finns listade i Catalogue of Life.